# اوندورخانغای (اوفس)
شهرستان اوندورخانغای (به زبان مغولی: Өндөрхангай сум، [Öndörxangaj sum]؛ ᠥᠨᠳᠦᠷ ᠬᠠᠩᠭ᠋ᠠᠢ ᠰᠤᠮᠤ، [öndür qaŋɣai sumu]) یک شهرستان (سُوم) در مغولستان است که در استان اوفس واقع شده‌است.

## تقسیمات اداری
شهرستان اوندورخانغای متشکل از ۵ قصبه (باغ) می‌باشد، شامل:
- باتسایخان (مغولی: Батсайхан баг، [Basajxan bag]؛ ᠪᠠᠲᠤᠰᠠᠶᠢᠬᠠᠨ ᠪᠠᠭ، [batusayiqan baɣ])
- جارغالانت (مغولی: Жаргалант баг، [Žargalant bag]؛ ᠵᠢᠷᠭᠠᠯᠠᠩᠲᠤ ᠪᠠᠭ، [jirɣalaŋtu baɣ])
- چاغان‌نور (مغولی: Цагааннуур баг، [Cagaannuur bag]؛ ᠴᠠᠭᠠᠨ ᠨᠠᠭᠤᠷ ᠪᠠᠭ، [čaɣan naɣur baɣ])
- چالو (مغولی: Цалуу баг، [Caluu bag]؛ ᠴᠠᠯᠠᠭᠤ ᠪᠠᠭ، [čalaɣ-u baɣ])
- چِچِرلِگ (مغولی: Цэцэрлэг баг، [Cecerleg bag]؛ ᠴᠡᠴᠡᠷᠯᠢᠭ ᠪᠠᠭ، [čečerlig baɣ])